# Provincia de Rogaland
Rogaland ([ˈrûːɡɑlɑn]ⓘ) es una provincia de la región de Vestlandet, Noruega, fronteriza con las provincias de Vestland, Telemark y Agder. Su capital es Stavanger.

## Localidades
- Åkrehamn
- Aksdal
- Ålgård/Figgjo
- Askje
- Avaldsnes
- Bokn
- Bru
- Brusand
- Bryne
- Egersund
- Ferkingstad
- Førdesfjorden
- Forsand
- Gilja
- Grinde
- Hæen
- Hålandsmarka
- Hauge
- Haugesund
- Hellvik
- Hjelmelandsvågen
- Høle
- Hommersåk
- Jørpeland
- Judaberg
- Kleppe/Verdalen
- Kolnes
- Kopervik
- Krossberg
- Kvernaland
- Lyefjell
- Moi
- Nærbø
- Nærland
- Nedstrand
- Ogna
- Ølen
- Ølensvåg
- Oltedal
- Østenstad
- Østhusvik
- Pollestad
- Sand
- Sandeid
- Sandve
- Sauda
- Sirevåg
- Skjold
- Skre
- Skudeneshavn
- Slåttevik
- Stavanger/Sandnes
- Stenebyen
- Sviland
- Tau
- Undheim
- Våre
- Varhaug
- Vassøy
- Vatne
- Vigrestad
- Vikedal
- Vikeså
- Vikevåg
- Visnes
- Ydstebøhamn

## Etimología
En términos generales, el origen del nombre es algo incierto. Se ha argumentado que el primer elemento es el caso genitivo plural de rygir, el nombre de una antigua tribu germánica (ver rugios). El último elemento significa «tierra», «país» o «región». Por lo tanto, una traducción aproximada es «Tierra de los rugios».
Durante la época vikinga esta provincia fue llamada Rygjafylki o Rygjafylke (ver Ryfylke), y posteriormente —hasta 1919— fue conocida como Stavanger amt.

## Historia
Existen importantes evidencias arqueológicas en las excavaciones de una cueva en Randaberg (Svarthola), entre las que se incluyen el hallazgo de un esqueleto de un niño de la Edad de Piedra. Asimismo, varios hallazgos arqueológicos datan de la Edad del Bronce y la Edad del Hierro. Se han hallado muchas cruces de estilo irlandés, lo que indica un intercambio comercial con el resto del continente.
Antes de la llegada del rey Harald I de Noruega y la batalla de Hafrsfjord, Rogaland constituyó el reino de Rogaland.

## Cultura y turismo

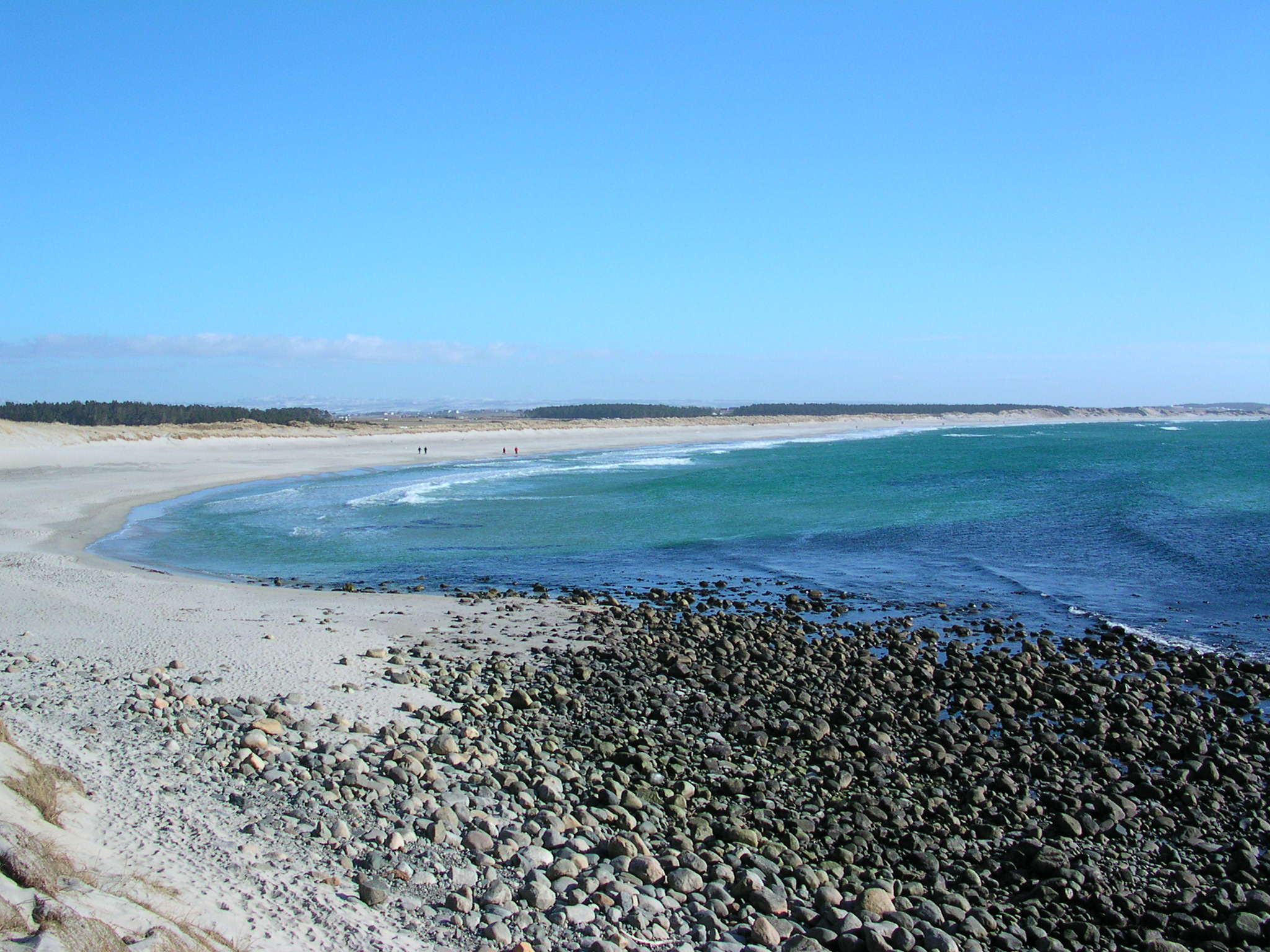
Playa Orrestranda en el distrito de Jæren.

Rogaland es sede de varios festivales y congresos de importancia internacional como el Festival de Música de Cámara, el Festival Maijazz, el festival Gladmat o el Offshore Northern Seas —una conferencia sobre petróleo y gas en el mar del Norte—. La sala de conciertos y complejo musical de Bjergsted y la Orquesta Sinfónica de Stavanger complementan la oferta musical de la provincia. En el ámbito deportivo, en Stavanger se celebra anualmente el World Tour de voleibol de playa.
Rogaland alberga varias maravillas naturales, como Preikestolen, Kjerag o Gloppedalsura. En Stavanger hay un museo arqueológico con artefactos de la historia temprana de Rogaland, así como la reconstrucción de una granja de la Edad de Hierro en Ullandhaug, datada de 350-500 d. C. También existe el museo The Viking Farm, situado en Karmøy.

## Municipios

Rogaland está dividida en 26 municipios:
| 1. Bjerkreim 2. Bokn 3. Eigersund 4. Finnøy 5. Forsand 6. Gjesdal 7. Haugesund 8. Hjelmeland 9. Hå 10. Karmøy 11. Klepp 12. Kvitsøy 13. Lund | 1. Randaberg 2. Rennesøy 3. Sandnes 4. Sauda 5. Sokndal 6. Sola 7. Stavanger 8. Strand 9. Suldal 10. Time 11. Tysvær 12. Utsira 13. Vindafjord |